# Observatorio de Altona
El Observatorio de Altona, (nombre original en alemán: Sternwarte Altona) es un antiguo observatorio, cuyo edificio (que ya llevaba 70 años fuera de servicio), desapareció durante un bombardeo en la Segunda Guerra Mundial. 
Situado en la avenida de Palmaille n° 9 en Hamburgo-Altona, fue fundado en 1823 por Heinrich Christian Schumacher. Tras la muerte de Schumacher en 1850, se mantuvo operativo hasta 1871. La construcción se realizó por iniciativa del ministro de estado danés Johan von Mösting, con el objeto de impulsar los trabajos cartográficos en el ducado de Holstein, dirigidos por Schumacher (profesor de astronomía en la Universidad de Copenhague, y anteriormente director del Observatorio de Mannheim). Cuando en 1864 Dinamarca perdió la Guerra de los Ducados, Altona pasó a ser parte de Prusia. La creación del cercano Observatorio de Hamburgo-Bergedorf propició que el Observatorio de Altona fuera trasladado a la ciudad de Kiel en 1874.

## Fundación

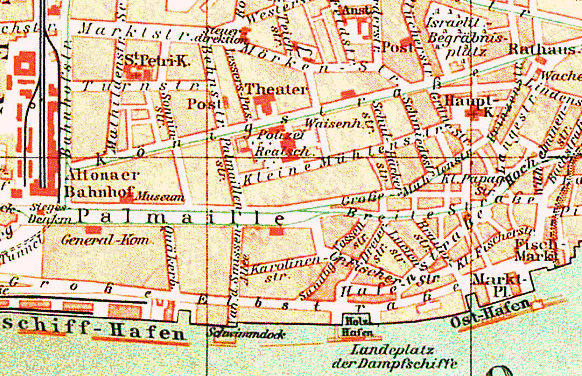
Ubicación del Observatorio de Altona, en la avenida Palmaille

Después de que Schumacher fuera requerido desde el Observatorio de Copenhague en 1815, se le encomendó realizar la triangulación cartográfica a gran escala de la Península de Jutlandia desde Skagen hasta Lauenburg. Altona era el lugar clave para instalar una base de referencia principal dotada de un observatorio, que permitiría enlazar las mediciones de Dinamarca (dirigidas por Schumacher) con el sector alemán de la Red Europea (dirigido desde la Universidad de Gotinga por Gauss).
Schumacher adquirió en 1821 un edificio barroco en la avenida de Palmaille de Altona/Elba, que por entonces pertenecía a Dinamarca. Se allanó la parcela para instalar el observatorio, pasándose acto seguido a dererminar su localización exacta. La parcela descendía abruptamente sobre el río Elba, lo que permitía divisar desde los miradores de la casa un amplio horizonte hacia el sur, así como la Torre de la iglesia de San Miguel de Hamburgo al este. Se instaló en el jardín un círculo meridiano fabricado por Johann Georg Repsold. En 1824 se estableció la diferencia de longitud entre los observatorios de Altona y el de Greenwich mediante una "expedición cronométrica", el único procedimiento fiable del que se disponía entonces. 
Schumacher inició en 1821 la publicación del Astronomische Nachrichten, convertida con el tiempo en una de las principales revistas astronómicas del mundo. De origen alemán y a la vez funcionario de la corona danesa, quedó bajo arresto domiciliario durante el Levantamiento de Schleswig-Holstein de 1848, y murió a finales de 1850.

## Traslado a Kiel
Inmediatamente después de la muerte de Schumacher, el departamento financiero de Kiel decidió trasladar hasta esta ciudad el observatorio, previéndose la creación de una cátedra de astronomía en la Universidad de Kiel. Además, el Observatorio de Hamburgo estaba muy próximo, y el humo de las factorías instaladas en Altona dificultaba las observaciones. Debido a la falta de recursos, el observatortio tuvo que vender algunos de sus instrumentos (adquiridos por las Universidades de Copenhague y de Kiel, y por la Marina). La biblioteca fue a parar a un anticuario de Berlín, pudiendo recuperarse posteriormente algunas de sus obras.
Adolph Cornelius Petersen, un antiguo empleado de Schumacher, asumió la dirección del observatorio. Sin embargo, carecía de la formación cosmopolita y del conocimiento de lenguas extranjeras de su predecesor. Para poder incorporar a la revista las notas recibidas de astrónomos de todo el mundo, tuvo que dedicarse a estudiar idiomas. Petersen murió en 1854.
Tras su muerte, una comisión danesa decidió que el observatorio volviese a operar de nuevo. Como último director fue nombrado en 1854 Christian August Friedrich Peters, que ya había trabajado en los Observatorios de Hamburgo, Púlkovo y Königsberg. Se retomó la publicación de la revista astronómica, apareciendo 58 volúmenes en los años siguientes. Sin embargo, su calidad se resintió de manera significativa. Peters tenía una cierta aversión a los astrónomos rusos y estaba enfrentado a muchos de sus colegas alemanes. Las "Nachrichten" se convirtieron por un tiempo en un panfleto carente de imparcialidad, al que muchos autores procuraban no acercarse.
En 1864, la anexión de los Ducados a Alemania supuso que el observatorio perdiese su apoyo financiero. La ciudad de Kiel fue elegida otra vez como sede de un nuevo observatorio, y en 1871 se completó el proyecto. Peters se mudó con su familia a Kiel, comenzando los trabajos de construcción en la primavera de 1874. Después de unas obras inusualmente breves, el Observatorio de Kiel se inauguró en octubre de 1874.
El edificio de la avenida Palmaille fue destruido en la Segunda Guerra Mundial, durante un bombardeo aliado en 1941. Actualmente el lugar está ocupado por un organismo pesquero oficial.

## Instalaciones del Observatorio Astronómico
El Observatorio de Altona disponía de un círculo meridiano con un telescopio de 10,38 cm de apertura (46 líneas de 2,2558 mm cada una) construido en 1865, y un telescopio refractor Repsold de montura ecuatorial, de 11,7 cm de apertura y de 1,95 m de distancia focal, así como de otros dispositivos más pequeños. Los instrumentos pasaron más tarde a formar el equipo astronómico básico de la Universidad de Kiel.